# Cryptocoryne griffithii
Cryptocoryne griffithii är en kallaväxtart som beskrevs av Heinrich Wilhelm Schott. Cryptocoryne griffithii ingår i släktet Cryptocoryne och familjen kallaväxter. Inga underarter finns listade.